# سيجان
سيجان أو سمك الأرنب (الاسم العلمي: Siganus)، تعتبر أسماك الأرانب أو أسماك الصافي من الأسماك المخروطية الشكل من فصيلة السيجانيات.أنواعه 29. الأنواع التي لها خطوط وجه بارزة - تسمى بالعامية ثعلبية الوجه - كانت موجودة في جنس لو (Lo)وهو تصنيف قديم مُلْغًى. الأنواع الأخرى، مثل سمك الصافي المقنع (S. puellus)، يظهر شكلاً مختزلاً من النمط الشريطي. تعيش أسماك الأرانب في المياه الضحلة في المحيطين الهندي والهادئ، ولكن S. luridus و S. rivulatus قد ترسخت في شرق البحر الأبيض المتوسط عن طريق الهجرة اللسبسية. إنها أسماك غذائية ذات أهمية تجارية، وتستخدم في تحضير كثير من الأطباق العربية وغيرها.
الاسم العلمي مشتق من التسمية العربية اليمنية لهذا الاسماك (سيجان).